# Otto Eduard Heinrich Wucherer
Otto Eduard Heinrich Wucherer, médico alemán, nacido el 7 de julio de 1820 en Oporto, Portugal y fallecido el 7 de mayo de 1873 en Bahía, Brasil.
De madre holandesa y padre alemán, su familia poseía negocios en Brasil, por lo que Wucherer pasa los primeros años de su vida en Bahía. Cursa estudios de farmacia en Hamburgo y de medicina en la Universidad de Tübingen, en la que obtiene el doctorado en 1841. Después de una breve estancia en Londres, ejerce como médico en Lisboa y posteriormente en Nazaret y Cachoeira, Brasil.
En 1847 vuelve la colonia alemana de Bahía para ejercer la medicina, luchando contra las epidemias de fiebre amarilla (1849) y cólera (1855); su esposa muere de esta última enfermedad.
En 1868 descubrió, en la orina, el parásito, Wuchereria bancrofti, que produce una importante filariasis, la elefantiasis parasitaria tropical. El nombre genérico del parásito, Wuchereria, honra su apellido.
En 1871 retorna a Alemania, concretamente a la ciudad de Stuttgart. Sin duda a causa de dificultades financieras, se ve obligado a regresar a Brasil, donde muere a causa de una crisis cardíaca. Se encuentra enterrado en Salvador de Bahía, Brasil.

## Fuente
- David I. Grove (2000). A History of Human Helminthology. Red-c2.com. ISBN 1 876809 08 6

- Datos: Q71049
- Multimedia: Otto Wucherer / Q71049